# Kersenboogerd-Zuid
Kersenboogerd-Zuid is een wijk van de Nederlandse gemeente Hoorn.
In 1981 ging de eerste paal voor de Kersenboogerd op grondgebied van het voormalige dorp Blokker (gemeente Hoorn) de grond in. De wijk is genoemd naar de oude naam voor dit gebied waar veel fruitbomen stonden. Het centrum van de wijk is aangelegd rond het NS-station Kersenboogerd.

## Winkelcentrum
Op het plein vlak bij het station is een groot winkelcentrum. In het winkelcentrum bevinden zich twee supermarkten, een bakker, een slager, een speelgoedwinkel, een visboer, een drogist, een reisbureau, een klein Turks restaurant en nog een aantal winkels. Elke dinsdag is er markt. Aan de rand van het winkelgebied bevinden zich het gezondheidscentrum, de openbare bibliotheek, sporthal "De Kers" en het wijkcentrum.
De bewoners van de nieuwste delen van de Kersenboogerd kunnen voor de dagelijkse boodschappen terecht in een grote supermarkt aan het Stan Kentonhof, maar ook gebruikmaken van het winkelcentrum Betje Wolffplein/Aagje Dekenplein. De Kersenboogerd heeft zich in de loop der jaren flink uitgebreid. Zo is de zogenaamde "hoffenbuurt" in zo'n 10 jaar uit de grond gestampt. Deze wijk met vooral gezinnen is gelegen in de buurt van Schellinkhout, een dorpje aan het Markermeer. Een apart project in dit deel van de wijk vormt "Het nieuwe glas", waar op de grond van een glastuinbouwbedrijf het Matissehof werd gebouwd in Amsterdamse Schoolstijl.

## Recreatie
Voor recreatie kunnen de wijkbewoners terecht in het Mandelapark, het Willem Wiesepark en het nabijgelegen Julianapark. Het Mandelapark is een klein parkje in het oudste gedeelte van de Kersenboogerd, waarin zich een groot grasveld bevindt. Het Willem Wiesepark is een groot en nieuw park dat in het nieuwere gedeelte van de Kersenboogerd ligt. In het park zijn verschillende grasvelden, speeltuinen, sloten en veel groen te vinden. Het Julianapark ligt niet in de Kersenboogerd, maar is wel snel te bereiken voor de bewoners. Het park ligt aan het Markermeer. Het Julianapark is het grootste park van Hoorn. In het park bevindt zich een groot strand, veel groen, een speeltuin, grasvelden en wandelpaden. Aldaar is ook het terrein van de voetbalvereniging Hollandia (zondag Hoofdklasse A).

## Sport
Aan de rand van het winkelgebied bevindt zich sporthal "De Kers" en tussen de Groene Steen en het bedrijventerrein Gildenweg is het nieuwe complex van voetbalvereniging De Blokkers gerealiseerd.
Binnenstad · Grote Waal · Hoorn 80 · Hoorn-Noord · Kersenboogerd-Noord · Kersenboogerd-Zuid · Nieuwe Steen · Risdam-Noord · Risdam-Zuid · Bangert en Oosterpolder · Venenlaankwartier · Westerblokker · Zwaag